# جاميل هاجينز
جاميل هاجينز (بالإنجليزية: Jamelle Hagins)‏ مواليد 19 أكتوبر 1990 في روانوك، هو لاعب كرة سلة أمريكي. بدأ مسيرته الاحترافية في سنة 2013. يلعب كلاعب وسط. يحمل الرقم 2. يبلغ طوله 6 قدم 9 بوصة (2.1 م). لعب مع نادي أريس لكرة السلة في الدوري اليوناني لكرة السلة ورير فينيزيا مستري في ليغا باسكيت الدرجة الأولى.

## روابط خارجية
- جاميل هاجينز على موقع سبورتس رفرنس (الإنجليزية)
- جاميل هاجينز على موقع كرة السلة الأوروبية.كوم (الإنجليزية)
- جاميل هاجينز على موقع DraftExpress.com (الإنجليزية)
- جاميل هاجينز على موقع كلية كرة السلة في سبورتس رفرنس.كوم (الإنجليزية)
- جاميل هاجينز على موقع ريلجم (الإنجليزية)
- جاميل هاجينز على موقع بروبوليرز (الإنجليزية)
- جاميل هاجينز على موقع سبورتس رفرنس (الإنجليزية)
- جاميل هاجينز على موقع سبورتس رفرنس (الإنجليزية)